# 凯卓
賢三（英語：Kenzo）是由日本設計師高田贤三於1970年創建的奢侈品牌。最早售賣自製的女裝，1987年起，賢三亦開始設計男裝、童裝與家饰。1993年，LVMH將賢三購得，賢三成為其子公司至今，並已發展成為國際奢侈品牌。

## 合作
2016年11月3日，賢三與H&M合作發佈了Kenzo X H&M聯名款。2018年3月20日，賢三宣佈布蘭妮·斯皮爾斯將為其“La Collection Memento No. 2”活動代言人。該合作款以#KenzoLovesBritney為名上市，內含不同種類的男女做舊丹寧系列成衣。

## 海外代理權
2015年，賢三（英語：Kenzo）母公司LVMH授予總代理權給台灣企業惇聚國際股份有限公司進行台灣市場佈局，由洪惇學、洪惇玉兄妹經營， 全台首間賢三概念店落座於微風信義。

## 外部連結
维基共享资源上的相關多媒體資源：凯卓
- KENZO （页面存档备份，存于）
- KENZO KI （页面存档备份，存于）
- KENZO MENS SHOES （页面存档备份，存于）
- Kenzo的Instagram帳戶 （页面存档备份，存于）
- Kenzo的X（前Twitter）
- Kenzo的Facebook專頁 （页面存档备份，存于）
- Kenzo的YouTube頻道 （页面存档备份，存于）